# Knutby
För andra betydelser, se Knutby (olika betydelser).
Knutby är en tätort i Uppsala kommun och kyrkbyn i Knutby socken. Knutby ligger omkring fyra mil öster om Uppsala. Mellan 1842 och 1917 var Knutby tingsställe för Närdinghundra härad.
Någon by med namnet Knutby har dock aldrig funnits, tätorten är modern bebyggelse uppförd på prästgårdens och byarna Ellsta och Gränstas ägor.

## Befolkningsutveckling
| Befolkningsutvecklingen i Knutby 1970–2020 | Befolkningsutvecklingen i Knutby 1970–2020 | Befolkningsutvecklingen i Knutby 1970–2020 | Befolkningsutvecklingen i Knutby 1970–2020 | Befolkningsutvecklingen i Knutby 1970–2020 |
| ------------------------------------------ | ------------------------------------------ | ------------------------------------------ | ------------------------------------------ | ------------------------------------------ |
|                                            |                                            |                                            |                                            |                                            |
| År                                         |                                            |                                            | Folkmängd                                  | Areal (ha)                                 |
| 1970                                       | 1970                                       |                                            | 308                                        |                                            |
| 1975                                       | 1975                                       |                                            | 413                                        |                                            |
| 1980                                       | 1980                                       |                                            | 429                                        |                                            |
| 1990                                       | 1990                                       |                                            | 517                                        | 48                                         |
| 1995                                       | 1995                                       |                                            | 550                                        | 55                                         |
| 2000                                       | 2000                                       |                                            | 568                                        | 55                                         |
| 2005                                       | 2005                                       |                                            | 534                                        | 55                                         |
| 2010                                       | 2010                                       |                                            | 564                                        | 55                                         |
| 2015                                       | 2015                                       |                                            | 705                                        | 122                                        |
| 2020                                       | 2020                                       |                                            | 692                                        | 127                                        |
| Anm.: Ny tätort 1970                       |                                            |                                            |                                            |                                            |

## Samhället
I Knutby ligger Knutby kyrka och strax utanför ligger den från TV kända Korsnäsgården. Knutby IF, bildad 1938, bedriver verksamhet inom fotboll, skidåkning, gymnastik och friidrott. 
Cirka 3 kilometer utanför samhället fanns tidigare en järnvägsstation på Stockholm–Roslagens Järnvägar. Knutby station invigdes 1884. Persontrafiken upphörde 1967 och godstrafiken upphörde 1977. 

Panorama över Knutby i riktning norrut.